# Meu Canto
Meu Canto (Ao Vivo no Teatro Municipal de Niterói) é o segundo álbum ao vivo da cantora e compositora brasileira Sandy, lançado em 24 de junho de 2016 através da Universal Music. Gravado nos dias 14 e 15 de novembro de 2015 no Teatro Municipal de Niterói, Meu Canto teve direção artística de Sandy e Raoni Carneiro, produção musical de Lucas Lima e as participações dos cantores Tiago Iorc e Gilberto Gil.
As cinco canções inéditas do projeto também ganharam versão de estúdio e foram lançadas num EP homônimo ao álbum, sendo que duas delas se tornaram singles: "Me Espera" e "Respirar". Nas tabelas da Pro-Música Brasil (PMB), o DVD permaneceu um total de quatro semanas em primeiro lugar, enquanto o CD chegou à segunda colocação.

## Antecedentes
Em julho de 2015, logo após a final da segunda temporada do programa Superstar, onde a cantora integrou o júri técnico, Sandy gravou um vídeo onde anunciava sua volta aos palcos com a turnê Teaser e a gravação de seu segundo registro ao vivo. A cantora disse que "Estava pensando em voltar somente ano que vem, mas a música transbordou nesse programa de forma tão intensa e linda que quero voltar antes. Estou pensando no repertório, em quem vai dirigir meu show... E se terei parcerias."

## Desenvolvimento
Sobre a escolha do Teatro Municipal de Niterói para a gravação de seu segundo DVD, Sandy disse: "O teatro é belíssimo, todo clássico, intimista… Tem tudo a ver com a proposta visual do show. Fiquei encantada quando vi as fotos."
O cenário é muito bonito [...] Tem engrenagens, uma escada, uma porta, fechadura e chave. Como se eu estivesse abrindo meu mundo interior, meu canto. Este show, assim como todos os meus projetos desde o começo da minha carreira solo, foi o resultado de um processo de busca interior, ele me reflete como artista e como pessoa. E todas as minhas escolhas para a concepção dele tiveram motivação artística.
Os cantores Tiago Iorc e Gilberto Gil foram os convidados especiais. Meu Canto teve direção musical de Lucas Lima, direção artística de Sandy e Raoni Carneiro (que também é responsável pela direção geral), cenografia por Zé Carratu e direção de fotografia e light design de Carlinhos Nogueira. No repertório do projeto, Sandy inclui cinco músicas inéditas e algumas canções dos álbuns Sim e Manuscrito, além de uma homenagem ao seu avô, Zé do Rancho, com a canção "Cantiga Por Luciana".

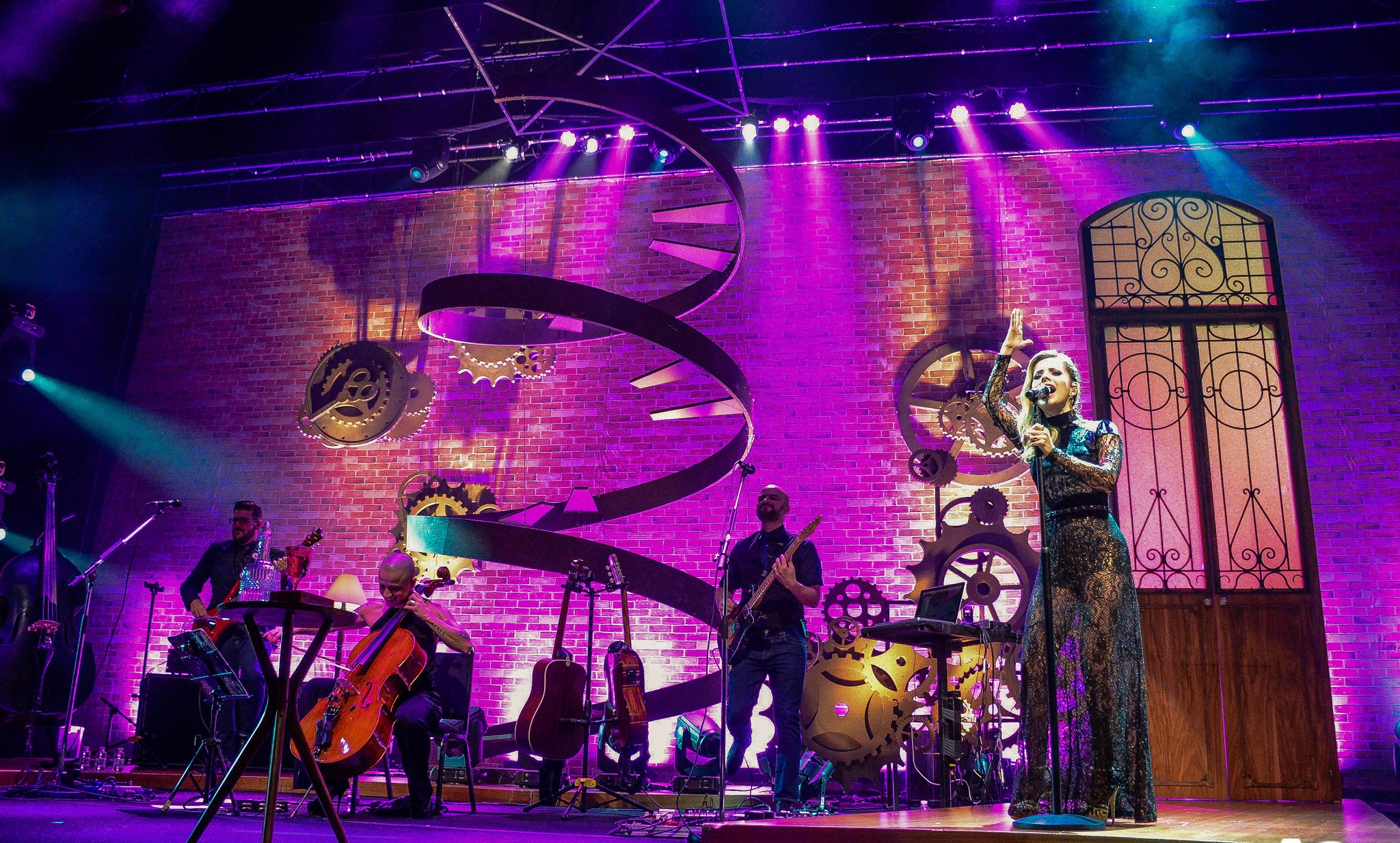
Cenário usado no registro ao vivo (imagem de uma apresentação da turnê Meu Canto no Tom Brasil, junho de 2017)

Sandy também incluiu neste projeto uma versão acústica de "All Star" (composição de Nando Reis) e duas canções da época em que formava dupla com seu irmão, como "Nada É Por Acaso", do álbum Sandy & Junior (2001) e "Desperdiçou", do álbum Identidade (2003). Dentre as canções inéditas, Sandy contou com auxílio de Daniel Lopes - vocalista da banda Reverse, participante do Superstar - para compor "Respirar" e do cantor Tiago Iorc para escrever a balada "Me Espera", um dueto com o próprio. As demais faixas inéditas, "Meu Canto", "Salto" e "Colidiu", também são de autoria de Sandy, em colaboração com Lucas Lima. A canção "Meu Canto", utilizada na introdução do show, possui citação de Carl Jung na última estrofe: “Pois quem olha pra fora sonha, e quem olha pra dentro desperta”. Todas as canções inéditas ganharam versão de estúdio e foram incluídas num EP homônimo ao DVD.
Para produzir as canções inéditas do álbum, Sandy disse que teve que "criar momentos para isso, marcar na agenda."
"[...] fui fazer esse retiro de dois dias com o Lucas, e a inspiração veio do nada. Graças a Deus, veio. [...] a gente estava no mesmo lugar, nas montanhas (do sul de Minas Gerais). A gente precisa parar para fazer. Não é uma coisa assim “deixa fluir”, sabe? Eu até tenho ideias de letras, coisa que paro e escrevo no celular, com o que estiver na mão, mas para a gente fazer as cinco músicas desse disco, a gente teve que parar e marcar tardes de estúdio para a gente trabalhar no DVD. A gente fez isso, umas três, quatro vezes, tardes em que eu e o Lucas sentamos no estúdio e falamos: “agora vamos ficar aqui sozinhos”", relatou a cantora.

### Convidados
- Gilberto Gil: Sandy e Gilberto Gil fizeram um dueto na balada "Olhos Meus", (faixa do segundo álbum de Sandy, Sim) que teve seu arranjo modificado para o DVD. A cantora já havia cantado com Gilberto Gil anteriormente e revelou que sempre o considerou um dos maiores artistas da música brasileira. "Admiro Gil desde sempre! O que falar a mais de um dos nomes mais respeitados da música mundial, com talento inquestionável e mais de 50 anos de carreira?" comentou a cantora.[14]

- Tiago Iorc: O nome do cantor foi sugerido durante as reuniões de concepção do DVD, em 2015. Sandy conheceu Tiago pessoalmente durante um show que ele fez em Campinas, cidade natal da cantora. Ela fez o convite pessoalmente e, junto ao músico Lucas Lima, compuseram a balada folk "Me Espera", uma das faixas inéditas do DVD, onde realizaram um dueto. Iorc falou sobre a canção:

[...] foi um encontro de almas. Um encontro assim que estava para acontecer em algum momento e foi muito bonito. A Sandy e o Lucas trouxeram o embrião de uma música e a gente compôs junto e ficou linda. Nos tocou como está tocando as pessoas.

## Lançamento e divulgação
Meu Canto foi lançado digitalmente através do iTunes e Apple Music no dia 17 de junho de 2016. Uma semana depois, foi lançado no formato físico em CD e DVD. Para promover o lançamento do CD/DVD Meu Canto, Sandy fez uma transmissão ao vivo direto da sede do Facebook no Brasil no dia 21 de junho de 2016, onde respondeu perguntas dos fãs e jornalistas e cantou algumas canções. A transmissão foi comandada pela atriz Fernanda Souza e pelo blogueiro Hugo Gloss. Além da divulgação em rádios e televisão, uma turnê homônima foi lançada em apoio ao projeto, onde Sandy reproduziu o mesmo show.

## Desempenho comercial
Nas tabelas da PMB, o DVD atingiu a primeira colocação, enquanto o CD chegou ao segundo lugar.  Na iTunes Store brasileira, o álbum atingiu o primeiro lugar, além de ter ficado no top 20 em Portugal.
| País   | Paradas (2016)   | Melhor posição |
| ------ | ---------------- | -------------- |
| Brasil | Top DVDs (PMB)   | 1              |
| Brasil | Top Álbuns (PMB) | 2              |

## Alinhamento de faixas
| DVD |                                                 |                                        |         |  |
| N.º | Título                                          | Compositor(es)                         | Duração |  |
| 1.  | "Meu Canto"                                     | Sandy Leah                             | 1:55    |  |
| 2.  | "Sim"                                           | Leah Junior Lucas Lima                 | 4:44    |  |
| 3.  | "Aquela dos 30"                                 | Leah Lima                              | 3:26    |  |
| 4.  | "Ela/Ele"                                       | Leah Lima                              | 3:42    |  |
| 5.  | "Perdida E Salva"                               | Leah Lima                              | 3:37    |  |
| 6.  | "Segredo"                                       | Leah Lima                              | 3:27    |  |
| 7.  | "Me Espera" (com participação de Tiago Iorc)    | Tiago Iorc Leah Lima                   | 3:55    |  |
| 8.  | "Respirar"                                      | Daniel Lopes Leah Lima                 | 3:27    |  |
| 9.  | "Escolho Você"                                  | Leah Lima Jason Tarver                 | 3:26    |  |
| 10. | "Salto"                                         | Leah                                   | 3:52    |  |
| 11. | "All Star"                                      | Nando Reis                             | 3:28    |  |
| 12. | "Olhos Meus" (com participação de Gilberto Gil) | Leah                                   | 3:48    |  |
| 13. | "Pés Cansados"                                  | Leah Lima                              | 3:59    |  |
| 14. | "Colidiu"                                       | Leah Lima                              | 3:11    |  |
| 15. | "Morada"                                        | Tati Bernardi Leah Lima                | 2:58    |  |
| 16. | "Cantiga Por Luciana"                           | Edmundo Souto Paulinho Tapajós         | 4:31    |  |
| 17. | "Sem Jeito"                                     | Leah Lima                              | 3:30    |  |
| 18. | "Nada É Por Acaso"                              | Liah Márcio Cruz Pedro Barezzi Danimar | 4:44    |  |
| 19. | "Desperdiçou"                                   | Liah Soares Dani Mônaco Rique Azevedo  | 2:55    |  |
| 20. | "Ponto Final"                                   | Leah Lima                              | 3:34    |  |

| CD: Edição padrão |                                                 |                                        |              |         |  |
| N.º               | Título                                          | Compositor(es)                         | Produtor(es) | Duração |  |
| 1.                | "Meu Canto"                                     | Sandy Leah                             |              | 1:55    |  |
| 2.                | "Sim"                                           | Leah Junior Lucas Lima                 |              | 4:44    |  |
| 3.                | "Aquela dos 30"                                 | Leah Lima                              |              | 3:26    |  |
| 4.                | "Perdida E Salva"                               | Leah Lima                              |              | 3:37    |  |
| 5.                | "Segredo"                                       | Leah Lima                              |              | 3:27    |  |
| 6.                | "Me Espera" (com participação de Tiago Iorc)    | Tiago Iorc Leah Lima                   |              | 3:55    |  |
| 7.                | "Respirar"                                      | Daniel Lopes Leah Lima                 |              | 3:27    |  |
| 8.                | "Escolho Você"                                  | Leah Lima Jason Tarver                 |              | 3:26    |  |
| 9.                | "Salto"                                         | Leah                                   |              | 3:52    |  |
| 10.               | "All Star"                                      | Nando Reis                             |              | 3:28    |  |
| 11.               | "Olhos Meus" (com participação de Gilberto Gil) | Leah                                   |              | 3:48    |  |
| 12.               | "Pés Cansados"                                  | Leah Lima                              |              | 3:59    |  |
| 13.               | "Colidiu"                                       | Leah Lima                              |              | 3:11    |  |
| 14.               | "Morada"                                        | Tati Bernardi Leah Lima                |              | 2:58    |  |
| 15.               | "Cantiga Por Luciana"                           | Edmundo Souto Paulinho Tapajós         |              | 4:31    |  |
| 16.               | "Nada É Por Acaso"                              | Liah Márcio Cruz Pedro Barezzi Danimar |              | 4:44    |  |
| 17.               | "Ponto Final"                                   | Leah Lima                              |              | 3:34    |  |

| CD: bônus Spotify |               |                                       |              |         |  |
| N.º               | Título        | Compositor(es)                        | Produtor(es) | Duração |  |
| 18.               | "Ela/Ele"     | Leah Lima                             |              | 03:41   |  |
| 19.               | "Sem Jeito"   | Leah Lima                             |              | 03:29   |  |
| 20.               | "Desperdiçou" | Liah Soares Dani Mônaco Rique Azevedo |              | 02:54   |  |

## Turnê
A turnê Meu Canto apresenta basicamente o mesmo show do DVD e teve início no dia 5 de maio de 2016 na cidade de São Paulo, sendo encerrada na mesma cidade em dezembro de 2017, totalizando 49 shows.

## Extended play
Meu Canto é o segundo extended play (EP)  da cantora e compositora brasileira Sandy, lançado em 5 de maio de 2017 nas plataformas de streaming. Ele contém as cinco canções inéditas do CD e DVD homônimo em versão de estúdio. A versão física do EP foi lançada em 2016, na versão deluxe do projeto, que contém o CD/DVD (ao vivo) e o EP.
Após seu lançamento digital, o EP chegou ao topo da loja virtual iTunes Brasil.

### Lista de faixas
| Edição padrão |                                          |                              |         |  |
| N.º           | Título                                   | Compositor(es)               | Duração |  |
| 1.            | "Meu Canto"                              | Sandy Leah                   | 2:03    |  |
| 2.            | "Salto"                                  | Leah                         | 3:46    |  |
| 3.            | "Respirar"                               | Leah Lucas Lima Daniel Lopes | 3:28    |  |
| 4.            | "Colidiu"                                | Leah Lima                    | 3:04    |  |
| 5.            | "Me Espera" (participação de Tiago Iorc) | Leah Lima Iorc               | 3:50    |  |